# Cerklje na Gorenjskem
Cerklje na Gorenjskem – wieś w Słowenii, siedziba gminy Cerklje na Gorenjskem. W 2018 roku liczyła 1682 mieszkańców.